# Walter Rethel
Walter Rethel (* 1892 in Wesel; † 1977) war ein deutscher Flugzeugkonstrukteur.

## Familie
Walter Rethel war der Sohn des preußischen Generalmajors Paul Rethel (1855–1933) und seiner Ehefrau Mally, einer geborenen Finsterbusch. Ein Großvater von Walter Rethel war der Maler Otto Rethel (1822–1892), der Bruder von Alfred Rethel. Sein Sohn war der Maler und Designer Alfred Rethel (1922–2003) und eine Enkelin die Schauspielerin Simone Rethel.

## Werdegang
Walter Rethel war zunächst bei den Kondor Flugzeugwerken in Gelsenkirchen und vom 20. März 1921 bis zum 30. Juni 1925 bei den Fokker-Flugzeugwerken in Amsterdam tätig, bevor er durch Heinrich Lübbe in dessen Flugzeugbaufirma Arado Handelsgesellschaft als Chefkonstrukteur eingestellt wurde. Entgegen der Bestimmungen des Versailler Vertrags entwickelten Heinrich Lübbe und Walter Rethel mit der Ar 65 die ersten eigenen Konstruktionen, die zunehmend militärischen Charakter aufwiesen. So konnte sich Arado einen wichtigen technologischen Vorsprung erarbeiten. Zum erfolgreichsten Modell mit einer produzierten Gesamtstückzahl von mehr als 1000 Exemplaren wurde die von Rethel konstruierte Ar 66, die ihren Erstflug 1932 absolvierte.
1936 änderten die Nationalsozialisten den Namen der Firma in Arado Flugzeugwerke GmbH. Zur gleichen Zeit verließ auch Rethel Arado und wechselte zu Willy Messerschmitt, mit dem er den Jäger Bf 109 entwickelte. Bei Arado wurde er durch Walter Blume ersetzt.
Beim Entwicklungsamt des Reichsluftfahrtministeriums trug Rethel die technische Verantwortung für "Zellenteile".